# Chassalia albiflora
Chassalia albiflora är en måreväxtart som beskrevs av Kurt Krause. Chassalia albiflora ingår i släktet Chassalia och familjen måreväxter. IUCN kategoriserar arten globalt som sårbar. Inga underarter finns listade i Catalogue of Life.